# Rencong (schrift)
Rencong (ook wel rèntjong, renchong of rentjoeng) is een verzamelnaam voor een aantal verwante syllabische (abugida-) schriften.

## Beschrijving

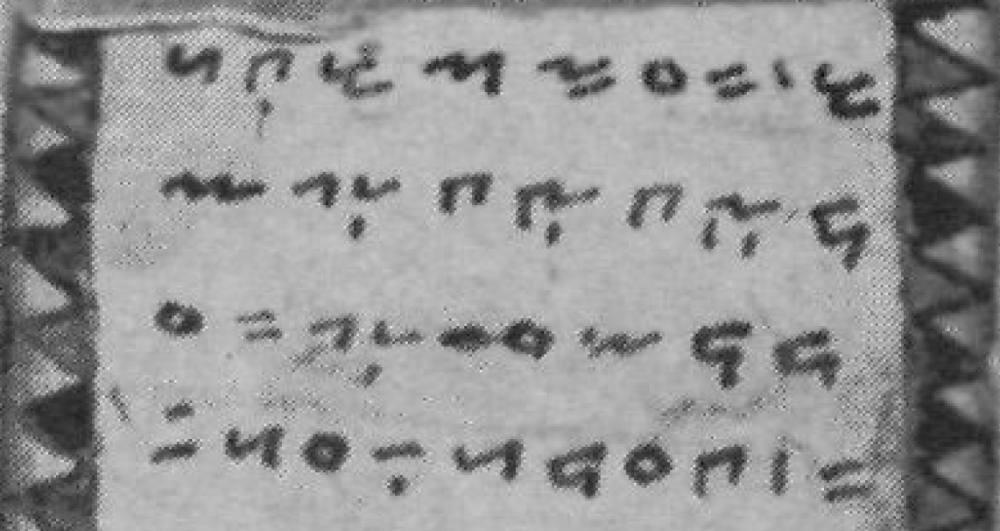
Detail van manuscript met rencongschrift (UB Leiden D Or. 239 (KITLV Or. 239)). De tekens lijkend op een "O" geven het klinkerteken i weer. De tekst (gedeeltelijk): haku manangis ma- / -nyaru kahu kahu di- / -saru tiyada da- / -tang [...]. Vertaling: Ik huil terwijl ik je roep, jij die geroepen wordt, komt niet [...] (Voorhoeve, 1970)

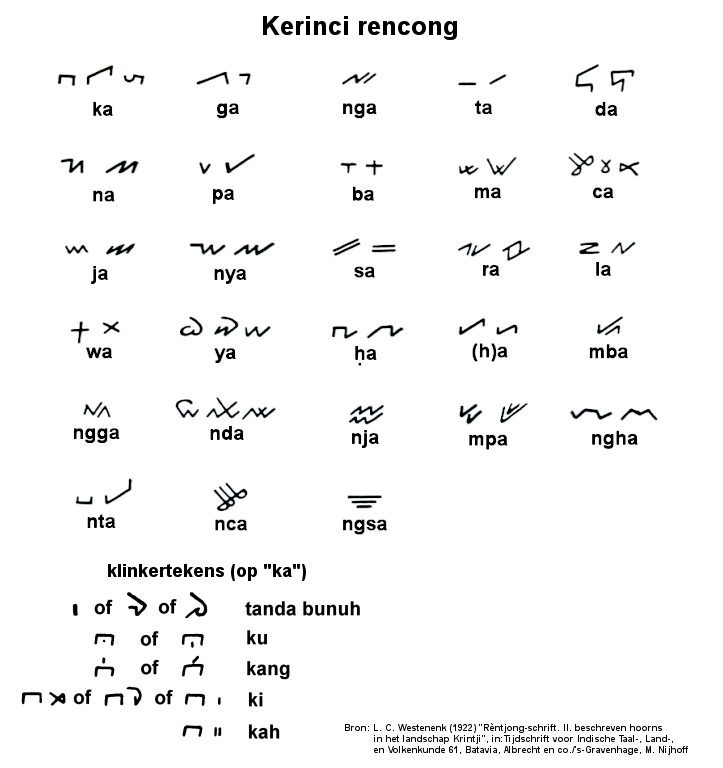
Het rencongschrift van Kerinci. Veel lettergrepen hebben twee of drie verschillende vormen (Westenenk, 1922)

De verschillende schriften werden ongeveer tot in de 18e eeuw gebruikt in de tegenwoordige Indonesische provincies Zuid-Sumatra (Palembang), Bengkulu, Lampung, Jambi (Kerinci) en misschien in West-Sumatra (Minangkabau) om diverse talen te schrijven. Alternatieven namen van (vormen van) het schrift zijn surat ulu (ook wel surat hulu of soerat oeloe: "Bovenlands schrift") en surat incung, encung of èntjoeng en Had Lampung (laatstgenoemde speciaal voor het schrift van Lampung).
Rencong is afgeleid van het Kawischrift. Het schrift lijkt erg op en is nauw verwant aan het Redjangschrift (Indonesisch: Rejang), dat gebruikt werd voor de gelijknamige taal (zie Rejang) en dat ook wel Ka-Ga-Nga genoemd (hoewel de rencongschriften ook de volgorde "ka-ga-nga" hebben). Ook andere schriften in de archipel zijn in de verte verwant aan het rencongschrift (zoals het Batakschrift en het Buginese schrift).

## Manier van schrijven
De schriften bevatten meestal tekens voor de volgende lettergrepen (meestal met de impliciete klinker a):
| ka, ga, nga, ta, da, na, pa, ba, ma,    |
| ca, ja, nya, sa, ra, la, ya, wa, ha, a, |
| mba, ngga, nda, nja                     |

Met diverse andere tekens (zoals stippen of streepjes) onder, boven of naast de letters worden andere klinkers dan de impliciete klinker a aangegeven, zoals e, i, o, u, ai, au, of wordt een lettergreep afgesloten met bijvoorbeeld -ng of -h. Ook combinaties zijn soms mogelijk. Een na met een teken voor u en -ng geeft dan nung weer.
Er is vaak een "stop"teken (tanda bunuh) waarmee de impliciete klinker a wegvalt: ka gevolgd door een dergelijk stopteken wordt dan -k.

## Gebruik
Men schreef het schrift voornamelijk op hout, bamboe, boombast, lontarbladeren (bladeren van de Palmyra of Borassus flabellifer), dierenhuiden en soms op hoorns van karbouwen.